# フランシス・E・アレン
フランシス・エリザベス・アレン（英語: Frances Elizabeth Allen、1932年8月4日 - 2020年8月4日 ）は、アメリカの計算機科学者で、コンパイラ最適化の分野における第一人者である。通称はフラン・アレン (Fran Allen)。コンパイラやコード最適化、および並列化における発展的な業績を残している。アメリカ国家安全保障局 (NSA) にてプログラミング言語やセキュリティに関するインテリジェンス関連の仕事もしていた。
女性初のIBMフェローであり、2006年には女性として初めてチューリング賞を受賞している。

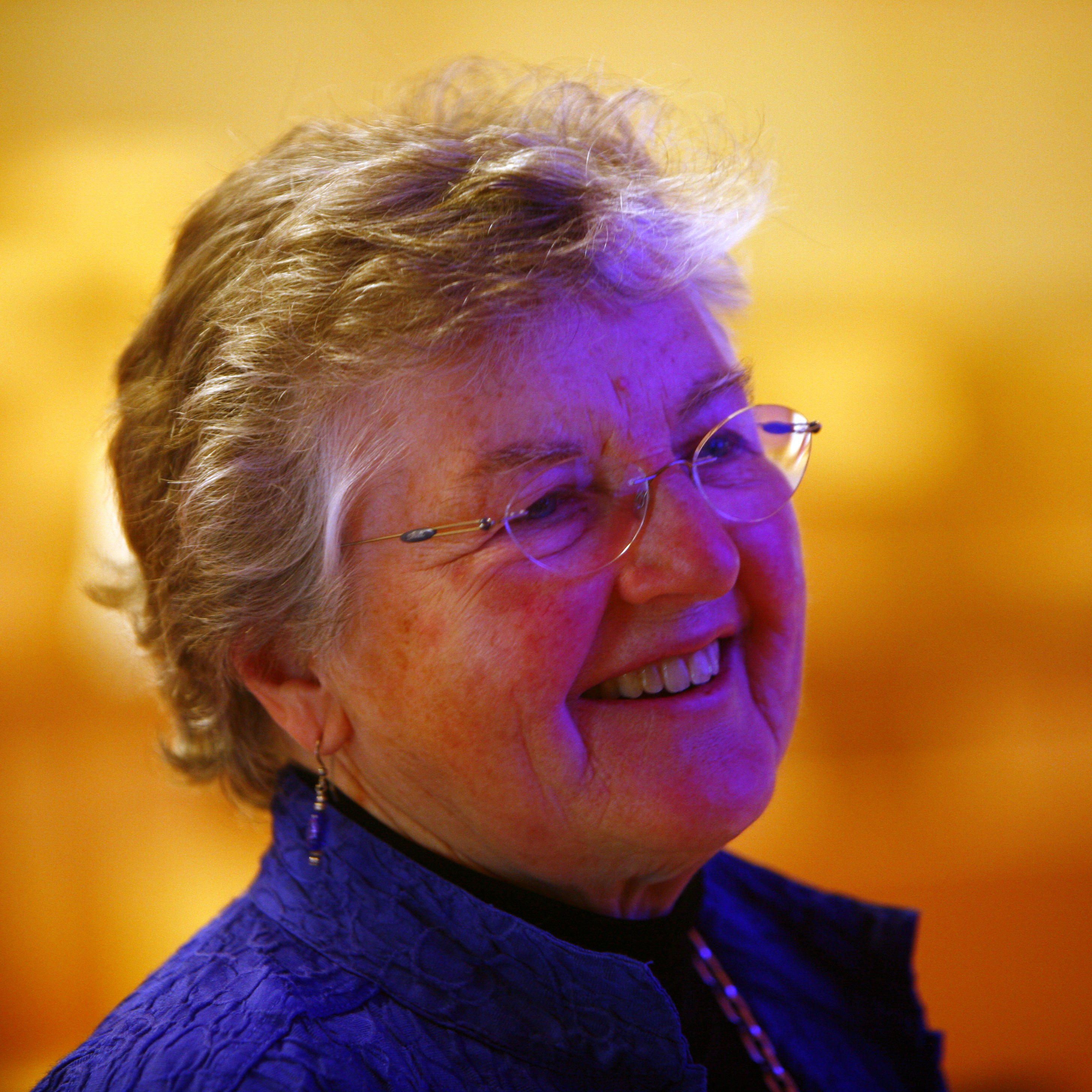

## 経歴
アレンはニューヨーク州ペルーの農家で生まれ育ち、1954年にニューヨーク州立師範学校（現在のニューヨーク州立大学アルバニー校）で数学の学士号を取得した。彼女は1957年にミシガン大学で数学の修士号を取得し、ニューヨーク州ペルーの学校で教師となった。1957年7月15日、彼女はIBMに入社する。IBMに勤めるのは学費ローンを返済するまでの予定であったが、最終的に45年間をIBMで過ごすこととなった。

フラン・アレンの業績は、コンパイラの研究と実装に多大な影響を及ぼした。単独またはジョン・コックと共同で、様々な抽象化・アルゴリズム・実装を導入し、自動プログラム最適化技術（現代の用語にするとコンパイラ最適化のこと）の土台を築いた。1966年の論文 "Program Optimization" は、コンピュータプログラムの体系的分析と変換のための概念的基盤をもたらした。鍵となる先進点は、コンパイラ内部におけるプログラムの内部表現を、ソースコードそのままに文が直列したものとするのではなく、（節点とその接続関係からなるネットワーク的な）グラフ構造によるものとすることで、自動的かつ効率的に関係を引き出し、最適化可能な箇所を識別するものとしたことである。1970年の論文 "Control Flow Analysis" と "A Basis for Program Optimization" では、効率的で効果的なデータフロー分析と最適化における "intervals" の概念を確立。1971年のコックと共同の論文 "A Catalog of Optimizing Transformations" では、最適化変換について初の体系的記述を行っている。1973年と1974年の論文では、手続き間のデータフロー分析をプログラム全体の分析に拡張した。1976年のコックとの共同論文では、今日の最適化コンパイラでも使われている2つの分析戦略を記述している。
アレンは自身の手法を IBM STRETCH-HARVEST や実験的な Advanced Computing System のコンパイラに実装した。この仕事により、現代的なマシンや言語から独立したオプティマイザの構造と実現可能性を確かなものとした。その後、FORTRANプログラムの自動並列実行のプロジェクト PTRAN を立ち上げ、指揮。PTRANチームは新たな並列性検出方式を開発し、プログラム依存グラフの概念を生み出し、それが後の多くの並列化コンパイラで使われている。
—Association For Computing Machinery (ACM)、Citation for the A.M. Turing Award 2006 
2002年にIBMを退職。IBMコミュニティにおけるアレンの影響としては、1989年に彼女がIBMフェローに任命されたことが挙げられる。IBMフェローに女性が任命されたのは初めてのことであった。彼女はまた、IBMアカデミーの代表でもあった。2007年にはアレンの栄誉を記念してIBM博士号フェローシップ賞 (The IBM Ph.D. Fellowship Award) が設けられた。
2020年8月4日、自身の誕生日にこの世を去った。88歳没。

## 受賞歴など
アレンは、IEEE、Association for Computing Machinery (ACM)、コンピュータ歴史博物館、アメリカ芸術科学アカデミー (1994) のフェローである。また、全米技術アカデミーの会員である。
- 1997年 - WITI (Women in Technology International) の殿堂入り[12]。
- 2002年 - エイダ・ラブレス賞（Women in Computing）
- 2006年 - チューリング賞（ACM）[7]。女性としては初の受賞[13][14][15][16]。受賞後のインタビューで、このことが「女性が科学・コンピューティング・工学分野で活躍する機会」をより多く与えることになるだろうと語った[17]。

また、いくつかの大学から名誉博士号を授与されている。